# Red Metropolitana de Movilidad
La Red Metropolitana de Movilidad (également nommée simplement Red ; connue jusqu'en mars 2019 sous le nom de Transantiago) est un système de transport en commun opérant dans la région métropolitaine de Santiago, capitale du Chili. Il comprend 380 lignes de bus, les 7 lignes du métro de Santiago et la ligne de RER Nos-Estación Central.

## Histoire

### Années 1960: face au défi démographique, la naissance du réseau de métro
Les transports publics à Santiago ont été un des principaux problèmes que la ville a dû affronter, à cause de la croissance exponentielle de la capitale chilienne durant le XXe siècle (500.000 habitants en 1900, plus de six millions en 2007). Les premières tentatives de réformes ont lieu durant les années 1960. C'est à cette époque que se met en place la construction du métro de Santiago. Cependant, ce dernier ne résout pas vraiment le problème de la mobilité dans la capitale, le réseau de bus étant particulièrement désorganisé et surchargé.

### Années 1970: les effets en demi-teinte de la libéralisation du réseau de bus
Jusqu'en 1979, L'État joue un rôle important dans le développement du transport à Santiago, possédant l'Empresa de Transportes Colectivos del Estado et contrôlant les tarifs. La dictature militaire d'Augusto Pinochet commence cette année-là à privatiser et libéraliser les lignes de transports en commun. En 1983, l'État ne possède plus de pouvoir sur les tarifs affichés.
Il était attendu, grâce à la libéralisation complète du marché, que la concurrence entraînerait une amélioration substantielle du service. Si cette dernière a permis une augmentation considérable de l'offre, l'explosion du nombre d'opérateurs (et donc de bus) a entraîné une hausse des niveaux de pollution dans la ville et une augmentation de la congestion. Dans le même temps, les tarifs ont augmenté de près de 200% en termes réels entre 1979 et 1990.
En 1990, le système est une première fois réformé, avec la création de concessions pour mieux encadrer le marché privé. La mesure la plus visible de ce changement est l'uniformisation de la couleur des bus, qui revêtent alors la couleur jaune.

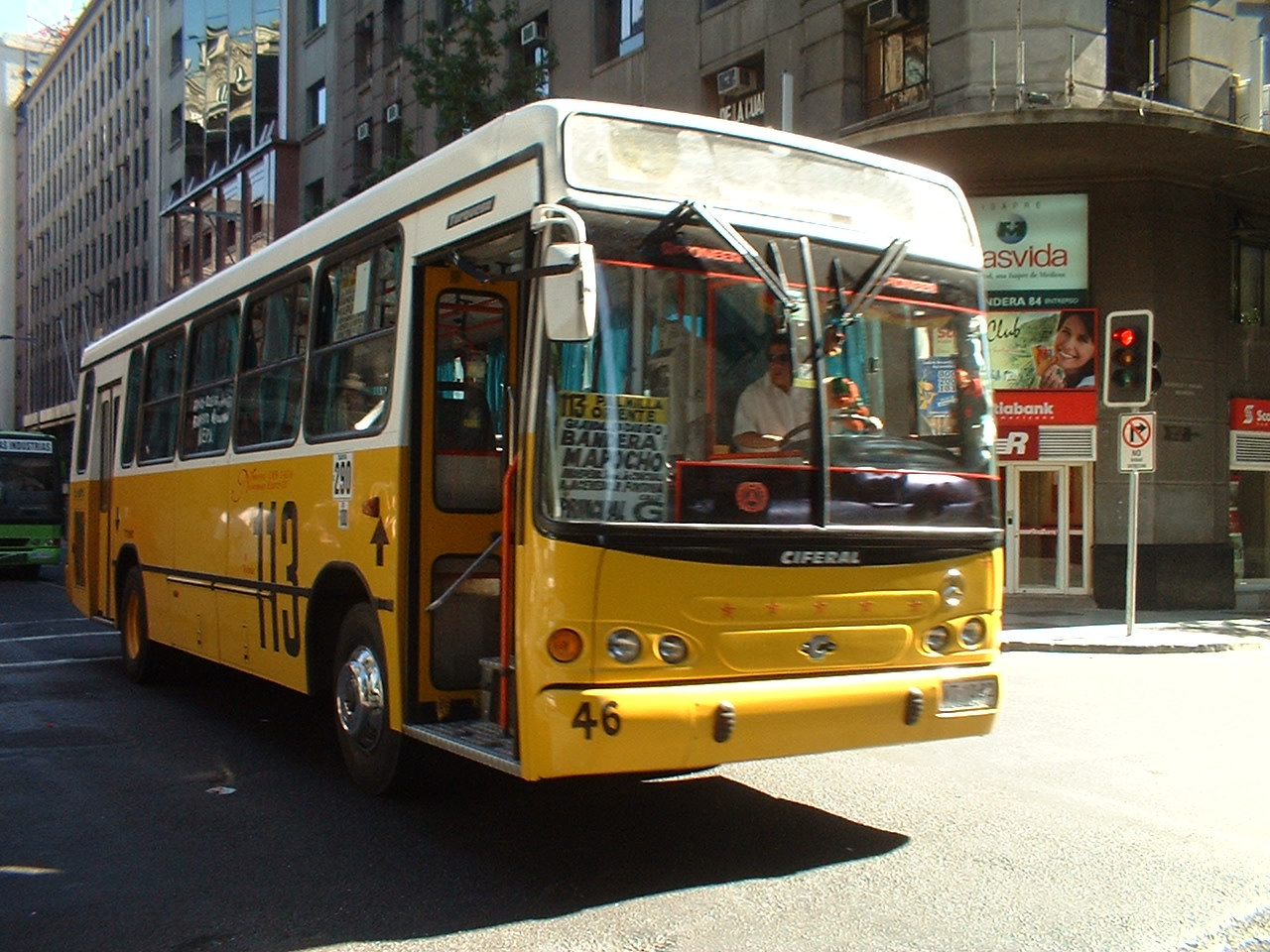
Bus jaune emblématique de Santiago (micro amarilla) avant la création du Transantiago en 2005

### Années 2000: extension du métro et création du Transantiago

#### Extension du métro
Lorsque Ricardo Lagos est devenu président en 2000, l'un de ses objectifs était de transformer le système de transport de la capitale. À cette fin, il a conçu l'extension de la ligne 5 à l'ouest pour atteindre la Quinta Normal, en suivant la Calle Catedral, et de la ligne 2 au nord et au sud pour rejoindre les deux extrémités du périphérique Américo Vespucio.
Cependant, la plus grande annonce a eu lieu en 2002, lorsque Lagos a dévoilé la construction d'une quatrième ligne de métro, qui devait atteindre le centre de Puente Alto, qui avait remplacé la commune voisine de La Florida comme commune la plus peuplée du pays. Avec ces nouveaux projets, le réseau de métro allait pratiquement doubler de longueur d'ici 2010, date à laquelle le pays fêterait le bicentenaire de la première assemblée nationale du gouvernement chilien.

#### Création du Transantiago

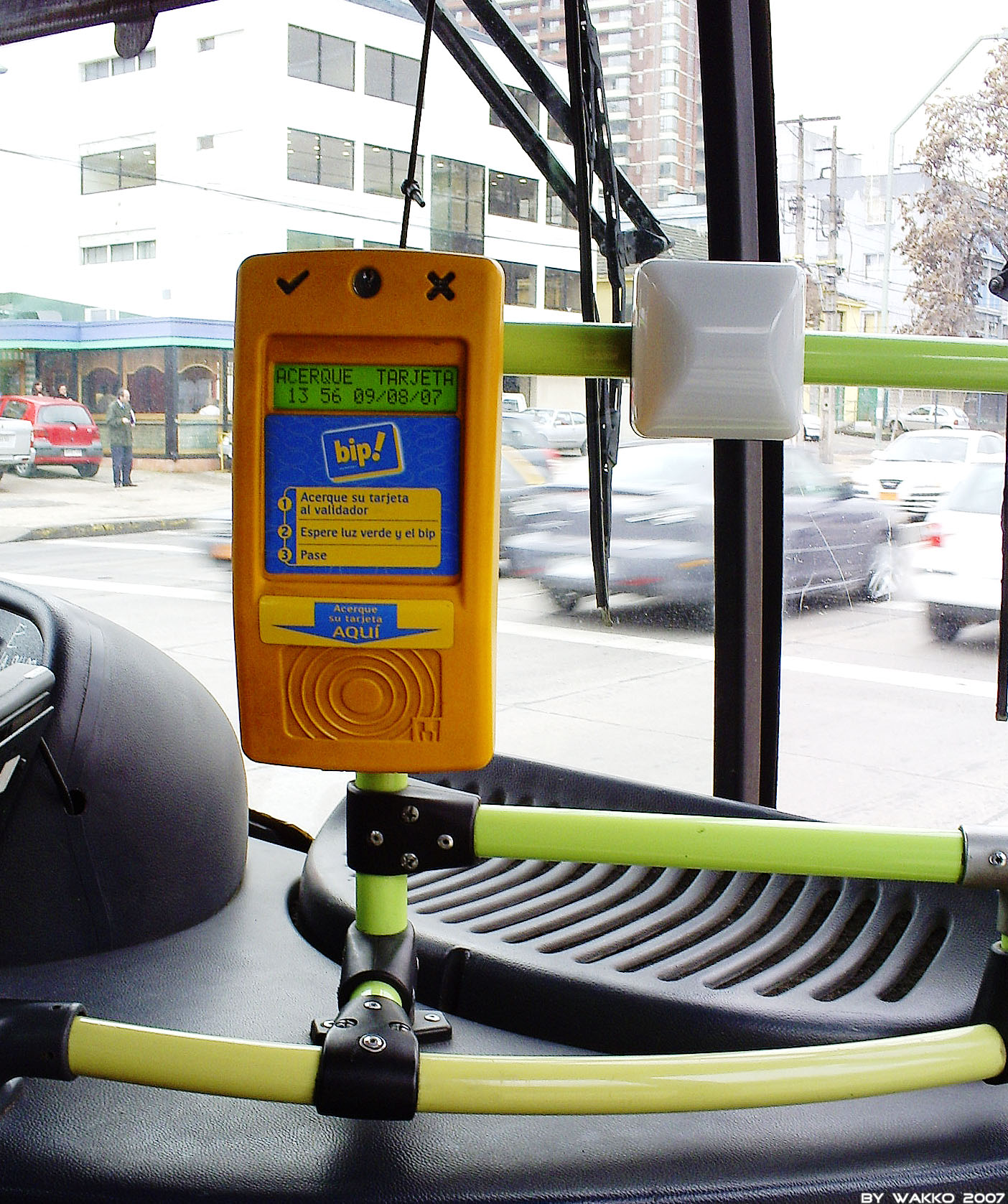
Valideur du Transantiago, fonctionnant avec la carte nommée Bip!

En 2002, le gouvernement de Ricardo Lagos, imagine le réseau Transantiago comme un moyen de modifier l'organisation du réseau de bus existant dans la ville. La réforme entend passer d'un système libéralisé mais peu contrôlé par l'Etat, à un système de concession, organisé en plusieurs lots.
En 2004, un appel d'offres a été organisé pour définir les entreprises qui exploiteraient les lignes du nouveau système. À cette occasion, des entreprises internationales et nationales de transport de passagers ont soumis des offres. Au début de l'année 2005, les sociétés auxquelles ont été attribuées les nouvelles unités d'exploitation ont été annoncées.
Transantiago a complètement réformé le réseau de bus de l'agglomération de Santiago. Il a permis la création d'un système basé sur des lignes locales, en rabattement sur le métro et des lignes principales, type BHNS. À cette fin, un énorme investissement dans les infrastructures et le parc de véhicules a été fait. Par ailleurs, le système tarifaire et billetique a été réformé, avec le lancement d'une carte à puce (Tarjeta Bip! (es)) permettant un système tarifaire intégré, autorisant les correspondances avec le réseau de métro.

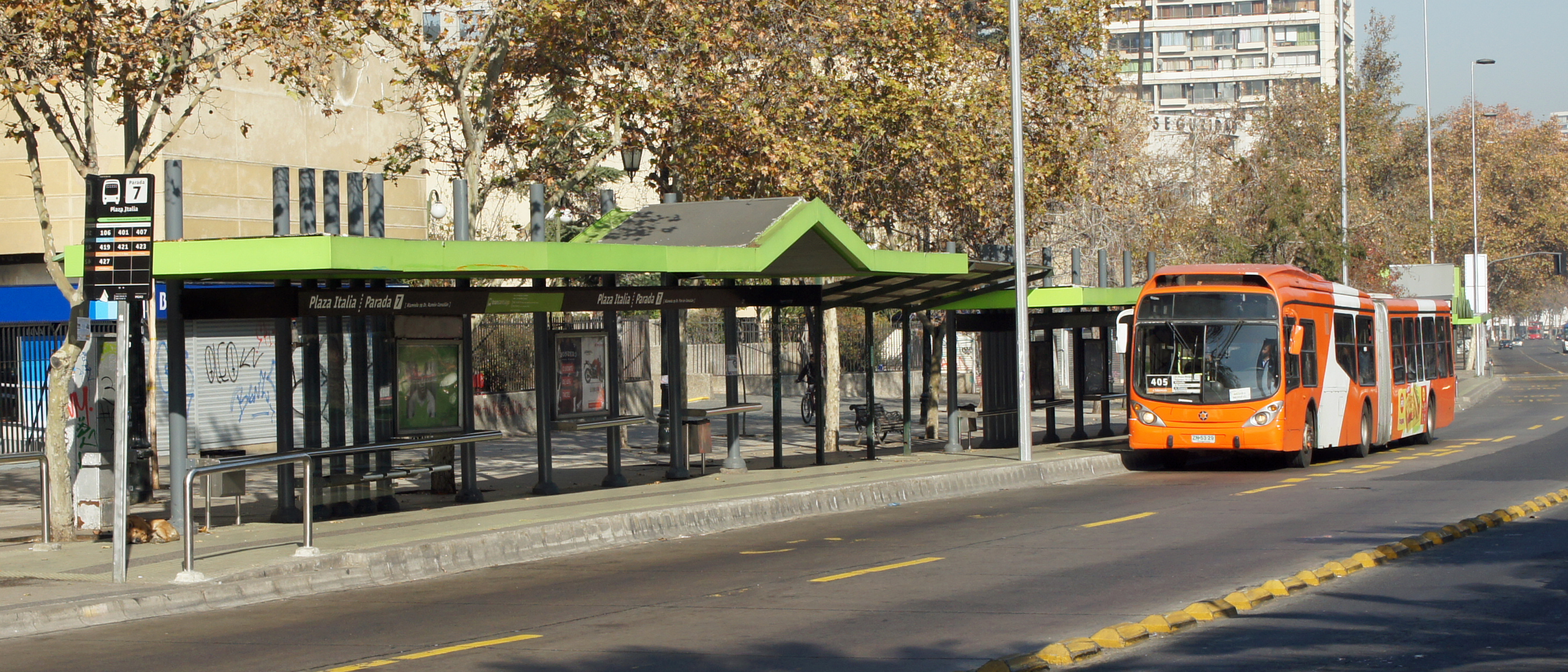
Un arrêt typique du Transantiago, au toit de couleur verte. Le bus est de la couleur de son opérateur (ici : orange car opéré par la société Express de Santiago). On remarque la voie bus délimitée par un séparateur physique jaune.

Cependant, sa mise en œuvre a généré une série de problèmes, révélant des lacunes et des erreurs majeures tant dans la conception que dans la mise en œuvre du projet, ainsi que des problèmes de voirie dans la ville. Cela a généré une grave crise dans la région métropolitaine, tant au niveau social que politique, et a fortement détérioré le premier mandat de la présidente Michelle Bachelet.

Toutefois, le service s'est considérablement amélioré ces dernières années. En réponse aux principaux problèmes qui se sont posés au début, des modifications ont été apportées aux contrats d'exploitation des entreprises, permettant l'entrée d'une plus grande flotte de bus et l'extension de plusieurs des lignes à des zones éloignées de la périphérie de la ville de Santiago. Cela a permis d'améliorer plusieurs des indicateurs de service du système. En plus de ces mesures, de nouvelles lignes ont été ajoutées, permettant une meilleure couverture des zones de différentes communes qui ne disposaient pas de service de bus. En outre, un système de bus de nuit a été mis en place sur les principales artères de la capitale.

Logo du réseau Transantiago

## Le réseau

### Bus
Le réseau de bus comprend 380 lignes et 11261 arrêts. La longueur cumulée des lignes atteint 2834 km.
Depuis juin 2012, les lignes de bus sont classées comme suit :
Lignes / lineas standard (au nom à trois caractères, chiffres et / ou lettres) : Ces services circulent le long des différentes artères de la ville, s'arrêtant à tous les arrêts de bus le long du parcours. Ils correspondent à la grande majorité des services de bus qui circulent de préférence entre 5h30 et 0h30. Elles sont composées de trois chiffres ou lettres, comme les lignes 101, 205, 385, 435, 505, B32, C06, D14, E11, F03, G15, H12, I24, J01, entre autres.
Lignes courtes (à trois caractères suivis du c de cortas) : dérivés des lignes normales, ces services ne parcourent qu'une partie de la ligne pour renforcer le tronçon aux heures de pointe. Ils fonctionnent de préférence du lundi au vendredi à ces heures, bien que dans certains cas, ils fonctionnent toute la journée. Ils sont composés de trois chiffres ou lettres suivis d'un c, comme les routes 113c, 207c, 301c, 406c, 502c, B12c, C02c, D03c, E15c, F13c, G01c, I04c, J01c, entre autres.
Lignes express (avec leur nom / numéro de variante normale suivi du e de express) : elles suivent généralement le même itinéraire que leur variante normale, mais ne s'arrêtent qu'à certains arrêts. Certaines utilisent des autoroutes urbaines au lieu des avenues traditionnelles comme variante normale. Elles fonctionnent de préférence du lundi au vendredi aux heures de pointe, mais dans certains cas, elles fonctionnent toute la journée. Parmi elles, les lignes Super Express. Elles conservent généralement le nom de leur variante normale, suivi d'un e. Les services 113e, 217e, 315e, 420e, 506e, B18e, C10e, F25e, I04e et J07e en sont des exemples.
Lignes variantes (à trois chiffres ou lettres suivis du v de variantes) : Comme ci-dessus, elles sont dérivées des services réguliers. Ces lignes partagent le même point de départ et/ou terminus mais empruntent des voies différentes pour atteindre leur destination, en fonction du service dont elles découlent. Elles se composent de trois chiffres ou lettres suivis d'un v. Les lignes 210v, 506v, D17v et G08v en sont des exemples.
Lignes de nuit (à trois chiffres ou lettres suivis du n de noche) : dérivés des services réguliers, ces services fonctionnent principalement entre 0h00 et 5h30. Ces services ont une fréquence de passage beaucoup plus faible que le reste de la journée, atteignant entre 15 et 30 minutes. Ils ne fonctionnent que la nuit. Les lignes 109n, 203n, 346n, 541n, B02n, F30n et I10n en sont des exemples. Dans certains cas, ces services suivent un itinéraire différent de celui du service de base (service normal dont ils sont issus) en ne passant que par les itinéraires les plus pertinents ou même en réalisant une fusion plus directe de deux services normaux de type 24 heures sur 24, en les éliminant la nuit tout en conservant l'itinéraire principal des deux.
Lignes spéciales (à trois chiffres ou lettres suivis d'un x -pour eXcepcionales ?-) : elles interviennent dans des situations spécifiques, telles que les fêtes de fin d'année, les concerts, les matchs de football, entre autres. Elles ont généralement une fréquence élevée à l'heure et au moment de circulation préétablis. Les itinéraires, qui comportent généralement un x à la fin de leur nom, sont généralement annoncés avant les événements en question. Des exemples sont 201x, 103x, J05x, 503x, 506x, 507x.
Services renforts (à trois chiffres ou lettres suivis d'un y -pour le symbole de la patte-d'oie généralisé aux bifurcations ?-) : il s'agit d'une désignation interne au système, correspondant aux bus qui sont ajoutés à l'itinéraire en un point autre que le point de départ. Cela se produit aux heures de pointe afin d'augmenter la fréquence des services. En interne, ils sont connus avec une lettre y à la fin de l'acronyme, par exemple, 130y, 528cy, mais pour l'utilisateur, ils conservent la même numérotation que leur variante normale.
Services 24 heures sur 24 : il s'agit de lignes dont le fonctionnement est continu tout au long de la journée. Ce type de service a été créé dans le but de maintenir la couverture du réseau pendant la nuit et se distingue des lignes de nuit en ce que ces dernières ne fonctionnent que la nuit, en modifiant dans certains cas l'itinéraire du service, en ce qu'elles maintiennent un fonctionnement continu du service sans apporter de modifications à l'itinéraire ni changer la nomenclature, c'est-à-dire qu'elles n'ajoutent pas la lettre n caractéristique du service de nuit. Les exemples incluent 107, 201, 301, 401, 513, F20, G08, J08, entre autres.
Services avec itinéraire : il s'agit de lignes qui ont un horaire de fonctionnement préétabli, avec des heures fixes de passage à chacun des arrêts qui composent la ligne. Ce type de service a été créé pour que les utilisateurs du système sachent avec certitude quand et à quelle heure passera le bus de leur itinéraire. Ce type de service ne fait pas de distinction entre les services normaux, courts, express, de nuit et/ou variantes, qui sont établis dans des services stratégiques du système et qui, dans certains cas, sont de faible fréquence pour l'utilisateur. Quelques exemples sont 201, F03c, I04e, I08n, parmi d'autres.

### Métro

Carte du réseau de métro de Santiago

Le réseau de métro est constitué des 7 lignes suivantes :
| Ligne | Ligne                                        | Longueur | Stations | Ouverture         | Parcours                  |
| ----- | -------------------------------------------- | -------- | -------- | ----------------- | ------------------------- |
|       | San Pablo - Los Dominicos                    | 20 km    | 27       | 15 septembre 1975 | Souterrain                |
|       | Vespuccio Norte - La Cisterna                | 19,5 km  | 22       | 31 mars 1978      | Souterrain / Sol          |
|       | Los Libertadores - Fernando Castillo Velasco | 21,7 km  | 18       | 22 janvier 2019   | Souterrain                |
|       | Tobalaba - Plaza de Puente Alto              | 24 km    | 23       | 30 novembre 2005  | Souterrain / Viaduc / Sol |
|       | Vicuña Mackenna - La Cisterna                | 8,3 km   | 6        | 16 août 2006      | Sol                       |
|       | Plaza de Maipú - Vicente Valdés              | 29 km    | 30       | 5 avril 1997      | Souterrain / Viaduc       |
|       | Cerrillos - Los Leones                       | 15,3 km  | 10       | Nov 2017          | Souterrain                |

### Tren Nos-Estación central

Schéma de la ligne Metrotren Nos

Le train Nos-Estación central est une ligne type Réseau express régional desservant le sud de la région métropolitaine de Santiago.
D'une longueur de 20,8 km, ce train suburbain relie la commune de San Bernardo à la gare centrale de Santiago (située sur la commune éponyme de Estación central, parfois dénommée Alameda), en desservant les communes de Pedro Aguirre Cerda, Lo Espejo et El Bosque. Il dessert au total 7 stations, en correspondance avec les lignes de métro 1 et 6.

## Exploitation

### Autorité organisatrice
La Direction des transports publics métropolitains (également connue sous son acronyme, DTPM) est l'autorité organisatrice des transports de la région métropolitaine de Santiago. Elle organise et coordonne les différents services de transports du réseau Red Metropolitana de Movilidad.

### Exploitants
L'exploitation est organisée depuis 2012 par allotissement en 9 lots : il existe 7 lots pour les lignes de bus (appelés Unidad de Negocio, UN), 1 lot pour le métro et 1 lot pour le Metrotren. Les bus sont exploités par des sociétés privées alors que le métro et le Tren sont exploités par les sociétés publiques Metro S.A. et EFE Central, respectivement.
| Lot                       | Entreprise                                                          | Lignes | Nombre de véhicules                                                                       | Nombre de lignes                                                                          | Période d'exploitation         |
| ------------------------- | ------------------------------------------------------------------- | --- | ----------------------------------------------------------------------------------------- | ----------------------------------------------------------------------------------------- | ------------------------------ |
| UN 1                      | Inversiones Alsacia S.A.                                            | Ancien exploitant. Exploitait initialement les lignes 100 - 408/e - 410/e (34) et 735 bus                                        | Ancien exploitant. Exploitait initialement les lignes 100 - 408/e - 410/e (34) et 735 bus | Ancien exploitant. Exploitait initialement les lignes 100 - 408/e - 410/e (34) et 735 bus | 1 juin 2012 - 28 février 2019  |
| UN 2                      | Subus Chile S.A.                                                    | 200 - G | 1292                                                                                      | 61                                                                                        | 1 juin 2012 - 31 mai 2023      |
| UN 3                      | Buses Vule S.A.                                                     | 111 - 113/c/e - 119 - 121 - 125 - 126 - 300 - D13 - E - H - I                                                                    | 1439                                                                                      | 99                                                                                        | 1 juin 2012 - 24 mai 2022      |
| UN 4                      | Express de Santiago Uno S.A. (2012-2021) Voy Santiago S.p.A.(2021-) | 103 - 107/c - 117/c - 401c - 403 - 405c - 406c - 409 - 411 - 420e - 425 - 428/e - 429/c - 430 - 435 - D                          | 866                                                                                       | 37                                                                                        | 1 juin 2012 - 31 mai 2023      |
| UN 5                      | Metbus S.A.                                                         | 109/n - 110/c - 115 - 118 - 402 - 404/c - 406 - 407 - 408/e - 412 - 414e - 415e - 418 - 422/c - 424 - 426 - 428c - 486 - 500 - J | 1540                                                                                      | 71                                                                                        | 1 juin 2012 - 31 janvier 2023  |
| UN 6                      | Redbus Urbano S.A.                                                  | 105/c - 116 - 120 - 410/e - B - C                                                                                                | 776                                                                                       | 63                                                                                        | 1 juin 2012 - 30 novembre 2022 |
| UN 7                      | STP Santiago S.A.                                                   | 101 - 102 - 104 - 106 - 108 - 114 - 213e - 401 - 405 - 413c - 417e - 419 - 421 - 423 - 431c - 432n - 481 - 712/n - F             | 977                                                                                       | 49                                                                                        | 1 juin 2012 - 30 novembre 2022 |
| Métro                     | Metro S.A.                                                          | 1 - 2 - 3 - 4 - 4A - 5 - 6 | 243                                                                                       | 7                                                                                         | 26 juin 2013 - 10 février 2022 |
| Tren Nos-Estación Central | EFE Central                                                         | Metrotren Nos | 22                                                                                        | 1                                                                                         | 9 mars 2017 - 9 mars 2024      |